# Rudolf Schubert (Pädagoge)
Rudolf Schubert (* 2. Oktober 1866 in Waldheim; † 9. März 1954 in Dresden) war ein deutscher Pädagoge und Hochschullehrer.

## Leben
Der aus der Kleinstadt Waldheim an der Zschopau stammende Rudolf Schubert studierte seit 1880 am Lehrerseminar in Annaberg im Erzgebirge. Nach seinem Abschluss war Schubert seit 1886 als Volksschullehrer in Annaberg, seit 1887 in selber Funktion in Leipzig angestellt. 1890 nahm Rudolf Schubert das Studium der Pädagogik und Geschichte an der Universität Leipzig auf, dort erfolgte 1898 seine Promotion zum Dr. phil.
Schubert übernahm 1896 eine Lehrerstelle an der Schule für Frauenberufe in Leipzig, 1907 wechselte er in der Position eines Gewerbelehrers zu den Technischen Lehranstalten der Stadt Leipzig. Der 1921 zum Gewerbeschulrat Beförderte fungierte später als Gewerbeoberschulrat in Dresden. 1925 erhielt Rudolf Schubert eine Honorarprofessur für Berufspädagogik und Geschichte des Berufsschulwesens an der Technischen Hochschule Dresden, die er bis 1934 innehatte. Zusätzlich bekleidete er seit 1927 eine Dozentur für Philosophie und Propädeutik an der Gewerbeakademie Chemnitz und von 1930 bis 1931 eine Position als Oberregierungsrat beim Sächsischen Ministerium für Volksbildung. Zuletzt wirkte er in den Jahren 1946 bis 1949 als Dozent bei staatlichen Ausbildungskursen für Neulehrer und Berufsschullehrer in Dresden.

## Publikationen
- Herbarts didaktische Anschauungen und die Interpretationen der Konzentrationsidee, Dissertation, Universität Leipzig, 1898.
- Rundschrift : Lehr- und Uebungsheft für Schul- und Selbstunterricht, Teubner, Leipzig; Berlin, 1916.
- zusammen mit E. Clausnitzer, L. Grimm, A. Sachse: Handwörterbuch des Volksschulwesens unter Mitwirkung zahlreicher Schulmänner, Teubner, Leipzig, 1920.
- Eine kleine Auslese aus deutschen Gesetzen für die Hand der Fach- und Gewerbeschüler, E. Focke, Chemnitz, 1924.
- Unterrichts-Technik. Eine Einführung in den Vorhof der Lehrkunst, E. Focke, Chemnitz, 1926.
- Auf Wegen zur Schulreform, O. Leiner, Leipzig, 1928.
- Mittlere Reife : Eine Frage für Schule und Wirtschaft, O. Leiner, Leipzig, 1932.